# Jean-Félix Rotsart
Jean-Felix Rotsart (Brugge, 22 januari 1782 - 15 mei 1833) was burgemeester van de Belgische gemeente Waardamme in West-Vlaanderen.

## Levensloop
Jean-Felix Rotsart was de zoon van Jean-Louis Rotsart (1735-1784) en Thérèse de Gaÿaffa (1755-1782). Hij was vroeg wees en erfgenaam van een behoorlijk fortuin. Tijdens de revolutiejaren werd hij opgetekend onder de voornaamste belastingbetalers in Brugge. Op een lijst die in 1796 de staat van fortuin van de Bruggelingen opgaf, werd hij ingeschreven met een fortuin dat één miljoen livres bedroeg. Dit was waarschijnlijk wat optimistisch geschat, want in de opeenvolgende bijzondere belastingen werd de weeze Rotsart of jonker Rotsart toch voor een eerder bescheiden bedrag aangeslagen. 
Hij trouwde in 1800 met Henriette de Colnet (Brugge 1780-1844) en ze hadden een zoon, Ernest-Felix Rotsart (Brugge 1802 - Oostkamp 1845) die trouwde met Prudence van der Gracht (Gent 1795 - Oostkamp 1838). Ze zijn de voorouders van alle afstammelingen Rotsart de Hertaing, tot heden.
Van 1812 tot 1814 was Rotsart burgemeester van Waardamme.
Hij stamde uit een familie waarvan een voorzaat in 1721 adelserkenning verkreeg en een andere in 1733 de toevoeging 'de Hertaing' bij de familienaam verwierf. Na de Franse revolutie en de afschaffing van de adellijke status, diende Rotsart geen aanvraag in om onder het Verenigd Koninkrijk der Nederlanden een nieuwe erkenning te bekomen. Het is pas vanaf 1856 dat sommige nakomelingen adelserkenning aanvroegen en bekwamen. In 1856 ging het om de virtuele erkenning van adel door het toekennen van de overdracht van de adellijke status en de baronstitel van Charles-Honoré Pecsteen op zijn schoonzoon Camille Rotsart de Hertaing (1825-1901), kleinzoon van Jean-Felix Rotsart.